# هرمیگس
هرمیگس (به اسپانیایی: Hormigos) یک شهرستان در اسپانیا است که در استان تولدو واقع شده‌است.

## خصوصیات
هرمیگس ۲۸ کیلومترمربع مساحت و ۴۸۰ نفر جمعیت دارد و ۴۵۷ متر بالاتر از سطح دریا واقع شده‌است.